# Diederik van Oldenburg

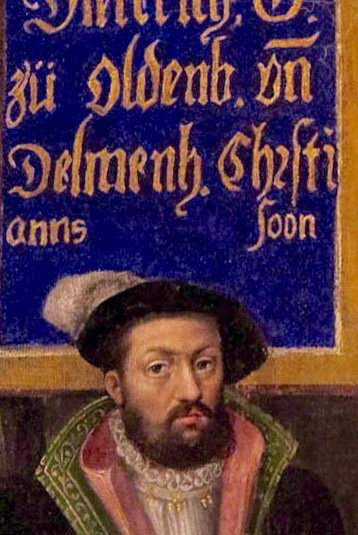
Diederik van Oldenburg

Diederik van Oldenburg (omstreeks 1398 - 14 februari 1440), bijnaam Teudericus Fortunatus, was graaf van Delmenhorst en Oldenburg. Hij werd de "gelukkige" genoemd omdat hij Delmenhorst wist te bewaren voor zijn tak van de Oldenburgs.

## Levensloop

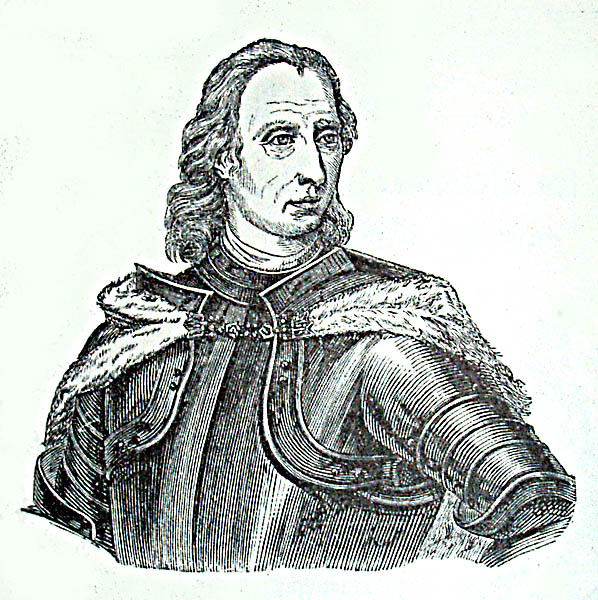
Christiaan I van Denemarken, zoon van Diederik van Oldenburg

Van Oldenburg was de vader van Christiaan I van Denemarken, in mannelijke lijn voorouder van de hedendaagse Deense troon onder Margrethe II van Denemarken en de laatste tsaar (keizer) van Rusland, Nicolaas II. Hij was ook in mannelijke lijn een voorouder van Charles III van het Verenigd Koninkrijk, evenals van William, prins van Wales en Prins Harry van Sussex. Van Oldenburg was de zoon van graaf Christian V van Oldenburg (1398-1423) en zijn vrouw, Gravin Agnes van Honstein (c. 1410-1460). Het land van zijn grootvader, graaf Conrad I van Oldenburg (gestorven omstreeks 1368), werd na diens dood verdeeld tussen zijn beide zoons, dus de vader van Van Oldenburg en zijn oom Conrad II. De vader van Van Oldenburg, Christiaan V, wist het grootste gedeelte te bemachtigen toen de zoon van Conrad II, Maurice IV in 1420 overleed. Hierna viel vrijwel al het bezit van de Oldenburgfamilie onder het beheer van Dietrich van Oldenburg.
Van Oldenburg was de kleinzoon van Ingeborg van Itzehoe, een prinses uit Holstein, die getrouwd was met graaf Conrad I van Oldenburg. Na de dood van haar enige broer, graaf Gerhard V van Holstein-Itzehoe-Plön, in 1350 waren Ingeborg van Itzehoe en haar nazaten de erfgenamen van haar grootmoeder, Ingeborg van Zweden (overleden omstreeks 1290, eerste echtgenote van Gerhard II van Plön-Itzehoe, de oudste dochter van koning Waldemar I van Zweden en koningin Sophia, die zelf de oudste dochter was van de zoonloze koning Erik IV van Denemarken en zijn echtgenote Jutta van Saksen. Omdat andere legitieme nazaten kennelijk niet meer leefden werd Dietrich van Oldenburg gezien als de erfgenaam van koning Valdemar I van Zweden en van Eric IV van Denemarken. Dietrich van Oldenburg volgde zijn vader op als hoofd van het Huis van Oldenburg in 1423.
Van Oldenburg trouwde als kind met een verre nicht, gravin Adelheid van Oldenburg-Delmenhorst (waarschijnlijk overleden in 1404), dochter van graaf Otto IV van Delmenhorst; in 1423 trouwde hij voor de tweede keer met Helvich van Schauenburg (omstreeks 1398-1400 geboren en overleden in 1436), weduwe van prins Balthasar van Mecklenburg en dochter van de vermoorde graaf Gerhard VI van Sleeswijk-Holstein en zijn echtgenote Catharine Elisabeth van Brunswijk-Lüneburg, aldus de zuster van de regerende hertog Adolf VIII. Alle wettelijke kinderen van Van Oldenburg kwamen voort uit dit huwelijk. Zijn tweede huwelijk versterkte zijn belangstelling in de Scandinavische monarchie omdat Helvis een afstammelinge was van Erik V van Denemarken, van koning Haakon V van Noorwegen en van koning Magnus Nilsson van Denemarken.
In deze tijd stond Scandinavië onder bestuur van de Unie van Kalmar, opgericht door koningin Margaretha I van Denemarken. In 1387 verloor zij haar erfgenaam, Olaf IV van Noorwegen; de nieuwe erfgenamen waren nu Erik VII van Denemarken en zijn zuster Catharina, die getrouwd was met een prins van de Ober-Pfalz en Beieren.
Graaf Theodore van Oldenburg was een rivaal voor de tronen van Zweden en Denemarken tijdens de regering van Eric VII - Eric XIII, van wie de opvolging liep via Christoffel I van Denemarken, de jongere broer van de vermoorde Eric IV, en via Magnus I van Zweden, jongere broer van koning Valdemar.
Diederik van Oldenburg had drie overlevende zonen en een dochter.
- Adelheid (1425-1475). Zij trouwde (1) met graaf Ernest III van Hohnstein (-1454). Zij trouwde (2) in 1474 met graaf Gerhard VI van Mansfeld (-1492).
- Christian (1426-1481), die hem opvolgde als graaf van Oldenburg en Delmenhorst, en de latere koning van Denemarken, Noorwegen en Zweden was, alsook graaf van Sleeswijk en Holstein.
- Maurits V van Delmenhorst (1428-1464); toen zijn oudere broer koning werd werd hij benoemd tot graaf van Delmenhorst.
- Gerhard VI van Oldenburg, bijgenaamd de Moedige (1430-1500); toen zijn oudere broer koning van Denemarken werd kreeg hij het graafschap Oldenburg en erfde later Delmenhorst (1483); de derde zoon kreeg zijn naam om te gebruiken bij zijn moeders Holstein-groep. Gerhard de Moedige werd berucht, omdat hij zich inliet met de Victualiënbroeders; hij maakte door zijn activiteiten als roofridder en begunstiger van de piraterij vele vijanden, waaronder Hamburg en Bremen. In 1480 begonnen dezen een oorlog tegen Gerhard en dwongen hem in 1482 tot aftreden. Gerhard VI ( over wie wordt bericht dat hij ook na zijn aftreden nog plundertochten organiseerde, o.a. in 1487) werd als graaf van Oldenburg opgevolgd door zijn zoon Johan V van Oldenburg en Delmenhorst (* 1460 in Oldenburg; † 10 februari 1526 ibidem).